# Поворино
Пово́рино — город (с 1954) в России, административный центр Поворинского района Воронежской области. Образует муниципальное образование городское поселение город Поворино как единственный населённый пункт в его составе.
Является самым восточным городом области.
Население — 16 224 чел. (2025).

## География
Город расположен в 6 км от границы с Волгоградской областью, в 236 км от Воронежа.
Расположен в юго-восточной части Окско-Донской равнины, на левом берегу реки Хопра (приток Дона), к юго-востоку от Воронежа. Узел железнодорожных линий (на Иловлю, Лиски, Грязи, Балашов) и автомобильных дорог.

## Климат
Климат Поворино — умеренно континентальный, с достаточно холодной зимой и жарким, засушливым летом. Годовая амплитуда температур больше, чем в Воронеже, а осадков выпадает ощутимо меньше.
| Показатель                    | Янв. | Фев.  | Март | Апр. | Май  | Июнь | Июль | Авг. | Сен. | Окт. | Нояб. | Дек. | Год  |
| ----------------------------- | ---- | ----- | ---- | ---- | ---- | ---- | ---- | ---- | ---- | ---- | ----- | ---- | ---- |
| Средний суточный максимум, °C | −6   | −5    | 0,4  | 12,8 | 21,5 | 25,3 | 27,0 | 25,8 | 19,4 | 10,5 | 2,3   | −2,8 | 10,9 |
| Средняя температура, °C       | −9,5 | −8,7  | −3,1 | 7,9  | 15,6 | 19,4 | 21,2 | 19,9 | 14,1 | 6,5  | −0,5  | −5,8 | 6,4  |
| Средний суточный минимум, °C  | −13  | −12,4 | −6,6 | 3,1  | 9,7  | 13,5 | 15,4 | 14,1 | 8,8  | 2,5  | −3,3  | −8,7 | 1,9  |
| Норма осадков, мм             | 40   | 27    | 27   | 31   | 37   | 54   | 53   | 43   | 43   | 40   | 48    | 47   | 490  |
| Источник: Климат Поворино     |      |       |      |      |      |      |      |      |      |      |       |      |      |

## История
Возник как посёлок при станции Поворино (открыта в 1870 году); название по соседнему селу Поворино (оно же Рождественское). Ойконим предположительно от русского диалектного повора «изгородь, прясельная городьба». Возможно, прозвищное имя Поворок позволяет реконструировать антропоним Повор, от которого можно предполагать образование топонима Поворино.
По данным 1887 года, в посёлке находилось 7 строений, а число жителей составляло 52 человека.
15 июня 1893 года утверждается положение об образовании общества Юго-Восточной железной дороги, в уставе которого было записано о строительстве дороги Балашов-Харьков. Дорога сооружалась быстро и начала действовать 17 декабря 1895 года. Она прошла через Поворино, сделав станцию узловой и предопределив тем самым дальнейший рост населенного пункта.
Во время переписи 1897 года в Поворино было 13 строений и проживало 223 жителя. Строения считались станционными. В них жила основная часть населения — 182 человека. Недалеко от пристанционных строений стояли 6 домов крестьян из села Рождественского. Также, в 1897 году в Поворино уже были винная и 5 мелочных лавок.
В 1905 году поворинские железнодорожники подключились к всеобщему забастовочному движению. Они требовали улучшения жизненных условий, сокращения рабочего дня, свободы слова, печати, союзов, стачек и собраний. Борьбой поворинских рабочих руководила большевистская социал-демократическая группа.
В канун Великой Октябрьской социалистической революции 1917 года, в поселке Поворино уже насчитывалось около 70 домов, из них 4 двухэтажные, которые принадлежали мяснику, трактирщику, хозяину пекарни. Численность населения приближалась к половине тысячи.
В 1917 году, незадолго до так называемого корниловского мятежа, станция Поворино была занята казачьими частями, верными Корнилову, что послужило поводом для конфликта между Корниловым и Временным правительством. Впоследствии, во время гражданской войны, Поворино как стратегически важный пункт (узел дорог) переходило из рук в руки.
Кровопролитные события происходили в Поворино и в окрестных местах в конце 1918 года. Здесь находился один из участков южного фронта. Белые рвались на север, к Москве. Для борьбы с ними борисоглебские и поворинские железнодорожники сформировали Поворинский полк. Белые сконцентрировали хорошо вооруженные силы. 21 декабря 1918 года они заняли Поворино. Поворинский полк, находившийся севернее, готовился к наступлению. 6 января 1919 года после упорных боев был освобожден Борисоглебск. Оставив этот город, белые стремились удержаться в Поворино. Бойцы Поворинского полка под командованием Пискунова бились четверо суток. И Поворино было освобождено. Отступая, белые нанесли большой вред железной дороге, но силами поворинцев дорога была восстановлена и в апреле 1919 года по линии Поворино-Царицын началось движение.
Летом 1919 года началось наступление деникинцев на Москву. В начале июля белые захватили Поворино и Борисоглебск. Части РККА сосредотачивались в прихоперских лесах, совершая налеты на белых. Поворино несколько раз переходило из рук в руки. Только 1 ноября удалось выбить белых окончательно.
В 1923 году в Поворино проживало 698 жителей.
В 1926 году численность населения составила 1245 человек.
С 1938 года Поворино имеет статус рабочего посёлка.
В годы Великой Отечественной войны Поворинский узел играл важную роль в обеспечении советских войск боеприпасами и продовольствием во время Сталинградской битвы. Станция неоднократно подвергалась бомбежкам. Здесь были развернуты два эвакогоспиталя. В Парке Победы гор. Поворино основан мемориал воинских захоронений. Здесь захоронены воины различных подразделений Советской Армии. Большинство умерло в 1942—1943 гг. от ран в военном госпитале № 3238, дислоцированном на железнодорожной станции Поворино. Часть захороненных погибла при бомбежке госпиталя № 1095, расположившегося здесь же, и при бомбежках железнодорожных эшелонов на станции.
В 1954 году Поворино преобразовано в город. Рост города по-прежнему был связан с развитием железнодорожного транспорта.
К 1974 году в Поворино находилось 70 депутатов Городского совета, 36 из них — рабочие и специалисты железнодорожных организаций.

## Население
| 1887    | 1897    | 1923    | 1926    | 1939    | 1959    | 1967    | 1970    | 1979    |
| ------- | ------- | ------- | ------- | ------- | ------- | ------- | ------- | ------- |
| 52      | ↗223    | ↗698    | ↗1245   | ↗10 800 | ↗19 274 | ↗20 000 | ↗20 591 | ↘19 624 |
| 1989    | 1992    | 1996    | 1998    | 2000    | 2001    | 2002    | 2003    | 2005    |
| ↘19 450 | ↗19 600 | ↗20 200 | ↘20 000 | ↘19 700 | ↘19 600 | ↘18 342 | ↘18 300 | ↘18 000 |
| 2006    | 2007    | 2008    | 2009    | 2010    | 2011    | 2012    | 2013    | 2014    |
| ↘17 800 | →17 800 | ↘17 700 | ↘17 650 | ↗17 692 | ↗17 700 | ↘17 479 | ↘17 376 | ↗17 419 |
| 2015    | 2016    | 2017    | 2018    | 2020    | 2021    | 2025    |         |         |
| ↘17 286 | ↘17 173 | ↘17 095 | ↘17 025 | ↘16 702 | ↘16 417 | ↘16 224 |         |         |

На 1 января 2025 года по численности населения город находился на 741-м месте из 1124 городов Российской Федерации.
Национальный состав
По итогам переписи населения 2020 года проживали следующие национальности (национальности менее 0,1 % и другое, см. в сноске к строке «Другие»):
| Национальность | Численность, чел. | Доля     |
| -------------- | ----------------- | -------- |
| Русские        | 14 946            | 91,04 %  |
| Цыгане         | 456               | 2,78 %   |
| Армяне         | 93                | 0,57 %   |
| Таджики        | 93                | 0,57 %   |
| Узбеки         | 58                | 0,35 %   |
| Украинцы       | 51                | 0,31 %   |
| Азербайджанцы  | 25                | 0,15 %   |
| Татары         | 24                | 0,15 %   |
| Другие         | 671               | 4,08 %   |
| Итого          | 16 417            | 100,00 % |

## Экономика
Узловая железнодорожная станция, спортивный комплекс, чулочная-носочная фабрика, фабрика по производству строительных материалов, других оказывающих значительное влияние на развитие местной инфраструктуры, социального развития и экономики частных бизнесов нет. Оказание медицинской помощи в Поворино осуществляется БУЗ ВО Поворинская РБ, находящейся по адресу Воронежская область Советская 43, в бывшем здании гостиницы, где несколько лет подряд проводился ремонт, а здание городской поликлиники было передано в НКО ЧУЗ РЖД-медицина. Учреждения здравоохранения города Поворино  часто не имеют возможности оказать требующуюся медицинскую помощь, по программе госгарантий по некоторым категориям услуг, из за отсутствия специалистов таких как ЛОР, при этом оказание помощи детскому населению также ограничено, в силу отсутствия детских узких медицинских специалистов. Отмечается неудовлетворённость населения оказанием медицинской помощи. Отсутствует кинотеатр. Получило распространение открытие аптек и пивных магазинов, в городском парке,  в теплое время года, регулярно происходит употребление алкогольных напитков и нахождение в Парке Победы лиц в ночное время, что имеет потенциальную криминальную опасности в центральном районе города.

## Транспорт
Город Поворино — узел автомобильных дорог и железнодорожных линий Грязи — Иловля Приволжской железной дороги и Ртищево I — Лиски Юго-Восточной железной дороги. Узловая железнодорожная станция Поворино.

## Люди, связанные с городом
- Казарцев, Василий Анатольевич (род. 1979) — российский футбольный судья всероссийской категории. С 2000 года работал помощником судьи, а с 2001 года — главным судьёй в турнире КФК. Во втором дивизионе дебютировал главным судьёй в 2003 году. С 2007 года обслуживал матчи первого дивизиона. В 2012—2014 годах провёл 12 матчей в качестве главного судьи в чемпионате России (премьер-лиге). Кандидат в мастера спорта по мини-футболу. Родился в Поворинском районе.
- Ретунский, Владимир Николаевич (род. 1950) — советский и российский серийный убийца и насильник, совершивший в 1990—1996 годах 8 доказанных убийств и изнасилований девушек на территории Воронежской и Волгоградской областей, в основном в Поворинском районе Воронежской области, и проживающий в настоящее время в Поворино.
- Романов, Юрий Борисович (1945—2015) — советский и российский композитор, педагог, художественный руководитель ансамбля «Воронежские девчата», народный артист Российской Федерации (1997), родился в Поворино.
- Шавурин, Пётр Иванович (1918—2002) — лётчик, Герой Советского Союза, совершил подвиг в окрестностях Поворино.

## Достопримечательности
В силу значимости железнодорожной станции гор. Поворино для её работников появилась идея создать памятник железнодорожнику. Вскоре местный художник и скульптор Иван Юрков создал трёхметровую скульптуру, которая располагается на территории локомотивного депо.
Недалеко от Поворинской дистанции пути был сооружен памятник героям Великой Отечественной войны.
На Комсомольской площади в 2019 году была открыта аллея Героев. Были установлены бюсты: дважды Героя Советского Союза Алексея Прохорова, Героев Советского Союза Георгия Конева, Николая Перевозченко, Федосея Рогожникова, Василия Стерлигова, Дмитрия Теплякова, Алексея Трошина, Василия Шатилова, полного кавалера ордена Славы Петра Овсянкина и Героя Социалистического Труда Виктора Шебордаева.

## Фотогалерея

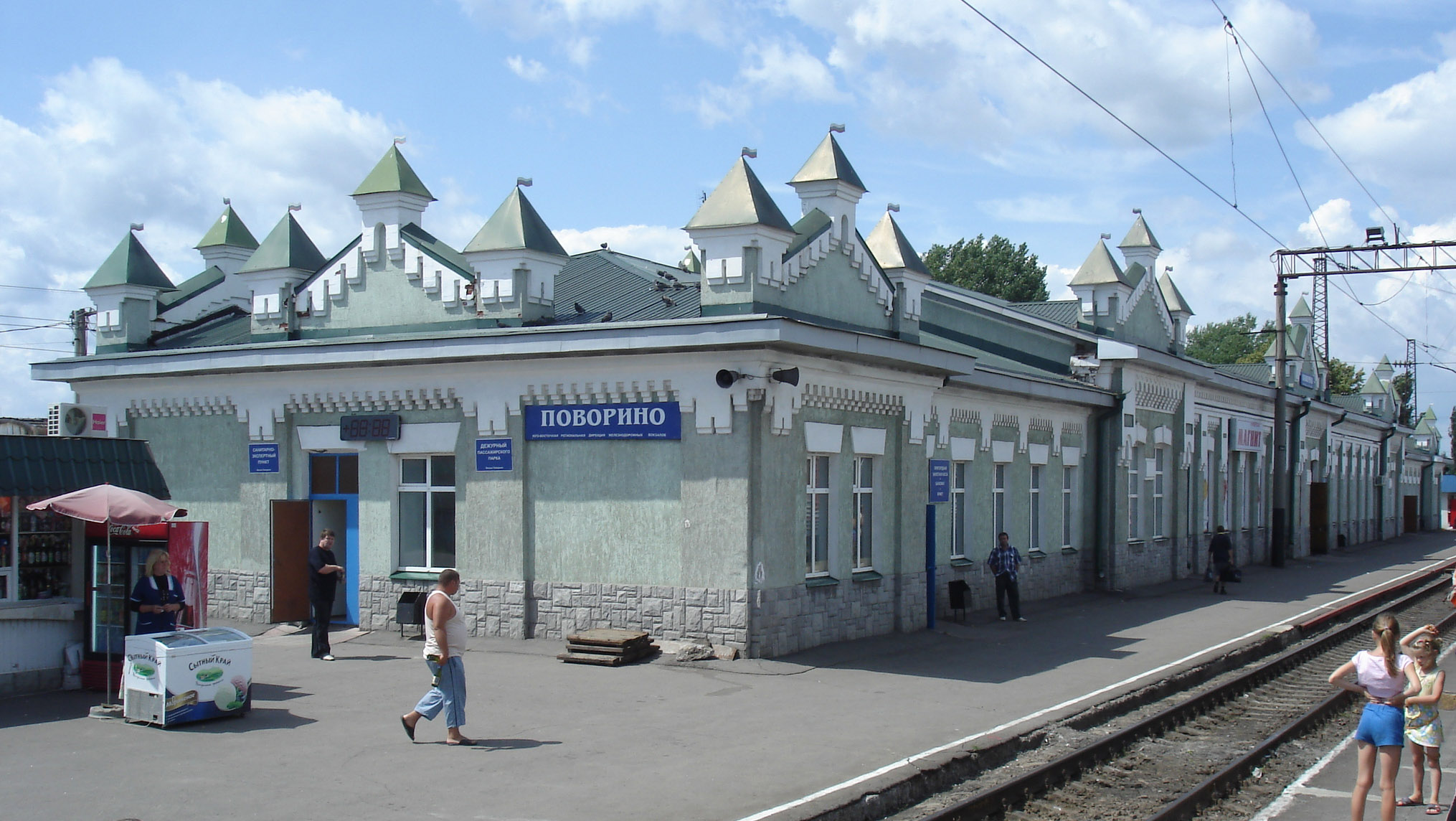
Старое здание железнодорожного вокзала станции Поворино
Площадь перед железнодорожным вокзалом
Памятник паровозу Л-1585 и железнодорожнику